# Пекин (Албания)
 Тази статия е за града в Албания.  За града в Китай вижте Пекин.  
Пекин (на албански: Peqin или Peqini) е град в Албания, област Елбасан.
Населението му е 6353 жители (2011). В миналото се е казвал Клаудиана (Claudiana).
Намира се в часова зона UTC+1. МПС кодът му е PE, пощенският – 3501, телефонният – 0512.